# Dorothea (hovfunktionär)
Dorothea Ostrelska eller Ostolska, känd som Dosieczka, Doska och Dvärginnan Dorothea, möjligen död år 1577, var en svensk (ursprungligen polsk) hovdvärg i tjänst hos drottning Katarina Jagellonica.
Dorotheas bakgrund, liksom hennes födelse- och dödsår, är okända. Hon ingick troligen i Katarinas hushåll redan när denna var barn, och ingick i den uppvaktning som år 1562 följde Katarina Jagellonica från Polen till Finland vid hennes giftermål med den senare Johan III, då hertig av Finland: i Katarinas följe ingick fjorton kvinnor och utöver dem fyra "hovdvärgar" varav två manliga, Maciek och Siemionek, och två kvinnliga, Baska och Dorothea. 
Vid Katarinas och Johans fångenskap på Gripsholm 1563 utverkade Katarina tillstånd av Erik XIV att få behålla några av sina polska hovfunktionärer, av vilka Dorothea och en annan hovdvärg var två. Hennes övriga följe av polska kvinnor och män fördes till Toresund, Strängnäs, Eskilstunda och Hällekis och de italienska och tyska hovmännen till Örebro, innan de tilläts resa tillbaka till Polen, medan Johans hovfunktionärer däremot förhördes, torterades och i trettio fall dömdes till döden och avrättades. 
Dorothea nämns ofta i Katarinas närhet under fångenskapen, och ska ha hållit henne sällskap under dennas promenader i slottsparken, när Katarina besökte den trefaldighetskälla som efter henne fick namnet Drottningkällan, och när hon födde dottern Isabella.
Hon var högt värderad av Katarina, något som bland annat visas av hur påkostad behandlingen av henne var under hennes sjukdom. Dorothea beskrivs som Katarinas förtrogna, en ställning som också gav henne politiskt inflytande. Hon upprätthöll en politisk korrespondens med Katarinas syster Sofia Jagellonica, i vilken det framgår att hon var politiskt insatt: vid ett tillfälle uttryckte hon oro för att Katarina skulle övertalas att befria den fängslade Erik XIV. När denne vid ett tillfälle var nära att lyckas bryta upp fönstret i det rum han förvarades, var det Dorothea som slog larm, vilket gjorde att fönstret i hans rum försågs med galler och förminskades i storlek. 
Dorothea lämnade en del beskrivningar av den svenska samtiden. Bland annat uppgav hon om Karin Månsdotters bakgrund, att hon "fordom sålt med kvartersmått", något som stödjer teorin att Karin förut ägnade sig åt torghandel. Vid Erik XIV:s giftermål med Karin Månsdotter skrev hon till Katarinas syster Sofia: 
"Det vansinne som behärskar honom är en följd av hans onda gärningar. Redan förut var han något rubbad till förståndet, nu är han det helt och hållet, och därtill har hans hustru förhjälpt honom. Eders Höghet har väl hört, att denne herre skickat bud på många för att se efter om någon kunde behaga honom. Men hos alla finner han fel; en var för blek, en annan för mager, en tredje för vit, en fjärde för svart, ingen var honom god nog. Och nu till slut har han i sitt rike valt sig en sådan, som förr mätt med kvartersmått [...] Han har icke låtit kröna henne, ty han vet ej varest kronan finns, men han har henne hos sig i sin kammare..."
Det är dock möjligt att Dorothea inte menade att Karin bokstavligen hade "mätt med kvartersmått", dvs ägnat sig åt torghandel, utan detta kan helt enkelt ha varit hennes sätt att klassificera Karin som tillhörig borgarklassen.
Dorothea var fortsatt i Katarinas tjänst fram till år 1577, men nämns inte någonstans efter detta år, och torde ha avlidit då.